# Austrodecus serratum
Austrodecus serratum is een zeespin uit de familie Austrodecidae. De soort behoort tot het geslacht Austrodecus. Austrodecus serratum werd in 1994 voor het eerst wetenschappelijk beschreven door Child. 